# Амара
Амара (рум. Amara) — місто у повіті Яломіца в Румунії.
Місто розташоване на відстані 99 км на схід від Бухареста, 7 км на північний захід від Слобозії, 115 км на північний захід від Констанци, 105 км на південний захід від Галаца. Поблизу міста знаходиться озеро Амара.

## Населення
За даними перепису населення 2002 року у місті проживали 7627 осіб.
Національний склад населення міста:
| Національність   | Кількість осіб | Відсоток |
| ---------------- | -------------- | -------- |
| румуни           | 7578           | 99,4%    |
| цигани           | 25             | 0,3%     |
| угорці           | 10             | 0,1%     |
| росіяни-липовани | 5              | 0,1%     |
| турки            | 3              | < 0,1%   |
| італійці         | 2              | < 0,1%   |
| болгари          | 1              | < 0,1%   |
| поляки           | 1              | < 0,1%   |

Рідною мовою назвали:
| Мова       | Кількість осіб | Відсоток |
| ---------- | -------------- | -------- |
| румунська  | 7597           | 99,6%    |
| циганська  | 23             | 0,3%     |
| російська  | 2              | < 0,1%   |
| турецька   | 2              | < 0,1%   |
| італійська | 2              | < 0,1%   |
| угорська   | 1              | < 0,1%   |

Склад населення міста за віросповіданням:
| Релігія            | Кількість осіб | Відсоток |
| ------------------ | -------------- | -------- |
| православні        | 7580           | 99,4%    |
| п'ятдесятники      | 29             | 0,4%     |
| римо-католики      | 7              | 0,1%     |
| мусульмани         | 4              | 0,1%     |
| греко-католики     | 2              | < 0,1%   |
| адвентисти         | 2              | < 0,1%   |
| реформати          | 1              | < 0,1%   |
| бретрени           | 1              | < 0,1%   |
| не вказали релігію | 1              | < 0,1%   |

## Зовнішні посилання
- Дані про місто Амара на сайті Ghidul Primăriilor [Архівовано 15 травня 2012 у Wayback Machine.]